# Bund christdeutscher Jugend
Der Bund Christdeutscher Jugend entstand im Mai 1933 durch Vereinigung des Bundes Deutscher Jugendvereine mit dem Christdeutschen Bund. Dieser war 1927 aus der Christdeutschen Jugend entstanden, die sich 1921 vom evangelischen Neulandbund abgespalten hatte. 
Die Hoffnung, im Schutz eines größeren Zusammenschlusses der nationalsozialistischen Vereinnahmung eher standhalten zu können, trog jedoch, schon im November wurde die Unterorganisation Christdeutsche Jungenschaft verboten. Daraufhin verzichtete der Bund auf die Jugendarbeit und entließ alle Mitglieder unter 18 Jahren.
Die Auflösung erfolgte 1945.